# Lioessens
Lioessens (en frison : Ljussens) est un village de la commune néerlandaise de Noardeast-Fryslân, situé dans la province de Frise.

## Géographie
Le village est situé à l'extrémité nord-est de la Frise, près du Lauwersmeer et de la mer des Wadden, à 12 km au nord-est de Dokkum.

## Histoire
Lioessens fait partie de la commune d'Oostdongeradeel avant 1984 puis de Dongeradeel avant le 1er janvier 2019, où celle-ci est supprimée et fusionnée avec Ferwerderadiel et Kollumerland en Nieuwkruisland pour former la nouvelle commune de Noardeast-Fryslân.

## Démographie
Le 1er janvier 2018, le village comptait 350 habitants.